# Systoechus neglectus
Systoechus neglectus är en tvåvingeart som beskrevs av Hesse 1938. Systoechus neglectus ingår i släktet Systoechus och familjen svävflugor. Inga underarter finns listade i Catalogue of Life.